# Vermelles
Vermelles é uma comuna francesa na região administrativa de Altos da França, no departamento de Pas-de-Calais. Estende-se por uma área de 10,39 km². Em 2010 a comuna tinha 4 782 habitantes (densidade: 460,3 hab./km²).